# Барри Аллен (Расширенная вселенная DC)
Барто́ломью Ге́нри «Ба́рри» А́ллен (англ. Bartholomew Henry "Barry" Allen), также известный под псевдонимом Флэш (англ. The Flash) — персонаж Расширенной вселенной DC (DCEU), основанный на одноимённом герое DC Comics. Его роль исполняет Эзра Миллер. Флэш впервые появляется в качестве камео в фильмах «Бэтмен против Супермена: На заре справедливости» (2016) и «Отряд самоубийц» (2016), а затем играет более заметную роль в «Лиге справедливости» (2017) и её режиссёрской версии под названием «Лига справедливости Зака Снайдера» (2021). Миллер также повторил свою роль во Вселенной «Стрелы» и сериале HBO Max «Миротворец» (2022) в качестве камео. Миллер вернулся к роли Барри Аллена / Флэша в сольном фильме «Флэш» (2023).

## Создание образа

### Ранние предложения по фильмам и кастинг для DCEU
Разработка фильма про Флэша началась в конце 1980-х годов, когда студия Warner Bros. наняла писателя комиксов Джефа Лоуба для написания сценария, но из этого ничего не вышло. Проект бездействовал, пока о нём снова не заговорили после выхода фильма «Бэтмен: Начало» (2005), когда сценаристу Дэвиду С. Гойеру предложили написать сценарий для фильма о Флэше или Зелёном Фонаре. В декабре 2004 года Гойер был привлечён в качестве сценариста, продюсера и режиссёра «Флэша». Он обратился к своему коллеге по фильму «Блэйд: Троица» (2004) Райану Рейнольдсу, чтобы тот сыграл Барри Аллена, намереваясь также использовать Уолли Уэста в качестве персонажа второго плана. В итоге Гойер отказался от участия в проекте из-за творческих разногласий, но вскоре началась разработка фильма о Лиге справедливости с участием Барри Аллена, режиссёром которого стал Шон Леви, а на роль Барри Аллена был утверждён Адам Броди. Однако этот фильм также не состоялся.
9 июня 2010 года сценаристы фильма «Зелёный Фонарь» Грег Берланти (который позже создал телесериал о Флэше 2014 года), Майкл Грин и Марк Гуггенхайм были наняты для написания сценария фильма о Флэше. Сценарий должен был быть основан на недавней работе главного креативного директора DC Джеффа Джонса. Мазо на Blastr.com сообщил, что студия по-прежнему активно разрабатывает экранизацию персонажа комиксов DC и что проект всё ещё активен. 20 июля 2013 года издание The Hollywood Reporter сообщило, что, по слухам, фильм выйдет в 2016 году, но официального анонса не было. В октябре 2014 года студия Warner Bros. объявила, что фильм «Флэш» выйдет в 2018 году и станет частью Расширенной вселенной DC (DCEU). На роль Барри Аллена был приглашён Эзра Миллер. Позднее «Флэш» был перенесён на 2022 год, а Миллер оказал помощь в переписывании сценария после творческих разногласий с первоначальными режиссёрами и сценаристами Джоном Фрэнсисом Дейли и Джонатаном Голдштейном. В июле 2019 года было официально объявлено, что Энди Мускетти станет режиссёром фильма, а Кристина Ходсон выступит в качестве сценариста. В июне 2020 года издание TheWrap сообщило, что Майкл Китон ведёт переговоры о том, чтобы вновь исполнить роль Брюса Уэйна / Бэтмена из фильмов Тима Бёртона «Бэтмен» (1989) и «Бэтмен возвращается» (1992). В августе 2020 года было официально подтверждено, что Китон подписал контракт, а также то, что Бен Аффлек повторит роль Брюса Уэйна / Бэтмена из Расширенной вселенной DC. Съёмки начались 19 апреля 2021 года.
Как только Зак Снайдер получил разрешение от WarnerMedia на дополнительные съёмки для режиссёрской версии фильма «Лига справедливости» в 2020 году, Миллер, который в это время принимал участие в съёмках фильма «Фантастические твари: Тайны Дамблдора» (2022) в Лондоне, смог сняться в новых сценах в роли Барри Аллена / Флэша дистанционно, так как Снайдер режиссировал дополнительную сцену с Миллером через Zoom. Видеотрансляция Снайдера воспроизводилась через подставку на столе, что позволяло ему руководить Миллером и съёмочной группой, которая снимала сцену от его имени.

### Характеристика
Как показано в фильмах, Барри Аллен — удивительно умный и целеустремлённый человек, который учится на криминалиста, чтобы доказать невиновность своего заключённого в тюрьму отца Генри Аллена в смерти Норы Аллен, матери Барри. Как Флэш, Барри намерен хранить свою тайну в секрете от других, о чём свидетельствует множество оправданий, которые он придумал, когда столкнулся с Брюсом Уэйном, хотя ни одно из них не было достаточно убедительным, чтобы обмануть последнего. Когда Брюс разоблачает его, Барри быстро соглашается вступить в Лигу справедливости, потому что ему очень хотелось обрести друзей, с которыми он мог бы общаться. Как и другие супергерои Расширенной вселенной DC, Барри сталкивается с неуверенностью в себе и трагическим прошлым, но сохраняет юмор, разговорчивость и позитивный настрой. Эзра Миллер описал своё исполнение роли Флэша как «исследование многомерного человека», при этом он рассматривает персонажа как супергероя и человека, чтобы «почувствовать человечность того, кто проявляет героизм — или героизм того, кто является несовершенной, глубоко человеческой личностью». Кроме того, подразумевается, что Барри является поклонником «Рика и Морти» и имеет чрезвычайно быстрый метаболизм из-за своей супергеройской деятельности.
При первой встрече с Брюсом Уэйном в фильме «Лига справедливости» (2017) Барри вскользь называет себя «симпатичным еврейским юношей», так же как Эзра Миллер — еврей в реальной жизни. Таким образом, Флэш из Расширенной вселенной DC является первым еврейским супергероем, появившимся в кино. До него, Магнето Иэна Маккеллена / Майкла Фассбендера, изображённый в серии фильмов о Людях Икс, показан как еврей, однако чаще всего он изображается как суперзлодей.

### Стиль бега
Критики и фанаты заметили нестандартные движения Барри Аллена в обеих версиях «Лиги справедливости». В интервью перед выходом театральной версии Эзра Миллер рассказал, что в течение двух лет занимался боевыми искусствами, готовясь к роли, и даже отправился в горы Уданшань в Китае, чтобы изучать цингун. Монахи, с которыми он столкнулся, вдохновили Барри на некоторые из его медитативных движений, а также на бег, когда он входил в Силу скорости, чтобы повернуть время вспять во время «Лиги справедливости Зака Снайдера». Миллер также обратился к механике конькобежцев, танцоров и хореографов, а также некоторых животных, заявив: «Меня также вдохновляли вороны, гепарды, мангусты и другие быстрые и умные существа, а также стремительная вода и, конечно же, молния».

## Биография персонажа

### Происхождение
Барри Аллен родился в 1992 году. В какой-то момент своей жизни он обретает сверхчеловеческую скорость после инцидента в лаборатории S.T.A.R. Labs, становясь метачеловеком. В свои первые дни в качестве супергероя Аллен задерживает Капитана Бумеранга. Первым подвигом Аллена стало спасение мальчика от вторжения Зода в 2013 году; тем не менее, спасти отца ребёнка начинающему супергерою не удалось. Примерно в 2015 году Брюс Уэйн сталкивается с будущей версией Аллена, которая появляется через портал путешествий во времени и предупреждает его о предстоящих событиях после того, как Уэйну приснился загадочный сон о будущем. В это же время запись с камер наблюдения, на которой Аллен задерживает грабителя с помощью своих суперспособностей, расшифровывает и изучает Уэйн после того, как она была украдена с серверов Лекса Лютора. Уэйн отправляет запись Диане Принс.
В 2017 году Аллен встречает Айрис Уэст и спасает её от травм во время автокатастрофы, в то время как сам проходит собеседование на работу. Позже он навещает своего отца Генри, который находится в тюрьме за то, что его ошибочно обвинили в убийстве его жены и матери Барри, Норы. Во время посещения Генри советует Барри «жить дальше», несмотря на протесты Барри.

### Битва со Степным Волком

#### Театральная версия
Брюс Уэйн приглашает Барри Аллена в команду металюдей после смерти Кларка Кента / Супермена, и Аллен с радостью соглашается, узнав, что Уэйн — Бэтмен. Вместе с Уэйном Аллен отправляется на встречу с Дианой Принс в Готэм-Сити, где они также встречают комиссара полиции Джеймса Гордона и метачеловека Виктора Стоуна, также известного как Киборг.
Команда готовится сразиться со Степным Волком и его приспешниками-парадемонами под заливом Делавэр, чтобы достать Материнский куб. Аллен пугается, увидев, как парадемон убивает одного из учёных, охраняющих реликвию, заявляя, что у него «нет боевых навыков». Уэйн советует ему сосредоточиться на спасении одного человека, чтобы укрепить его уверенность в себе. Аллену удаётся спасти Сайласа — отца Стоуна, и многих других гражданских лиц, а также помочь Принс, найдя её меч и защитив её от падающей колонны. На помощь команде приходит Артур Карри / Аквамен, который спасает их от подземного наводнения после побега Степного Волка.
После того, как Карри присоединяется к команде, Уэйн решает использовать Материнский куб для воскрешения Супермена, изучив возможности куба. Аллен поддерживает Уэйна. Карри и Стоун отправляются на эксгумацию тела Кларка Кента, обсуждая ситуацию и свои способности. Вернувшись в лабораторию, Аллен использует свою суперскорость, активирует силу куба и воскрешает Супермена, но тот теряет память и нападает на команду. Аллен пытается устроить засаду на Кента, используя суперскорость, но Кент отвечает своей скоростью и грубой силой, отбрасывая Аллена в сторону. Уэйн поручает своему дворецкому Альфреду Пенниуорту привести Лоис Лейн, которая успокаивает Кента.
Аллен помогает команде выяснить, что Степной Волк будет находиться в зоне ядерных осадков в России, чтобы попытаться объединить все три Материнских куба и перестроить Землю, поэтому команда отправляется на встречу с ним. Пока Уэйн отвлекает демона, Аллен и остальные члены команды обходят Стоуна с фланга, пытаясь разделить Материнские кубы. Увидев, что мирные жители в опасности, Уэйн приказывает Аллену эвакуировать их, но на помощь приходит Кент, который в одиночку спасает целую деревню, а Аллен спасает одну семью и помогает команде победить Степного Волка. После битвы Аллен с энтузиазмом остаётся в команде, которая теперь называется «Лига справедливости», и с одобрения отца устраивается на работу в полицейский департамент Централ-сити. Позже Аллен вызывает Кента на гонку ради развлечения.

#### Режиссёрская версия
Во время битвы под гаванью Готэма Аллен становится более уверенным в своих силах. Перед воскрешением Кента, Аллен принимает «нет» Стоуна за «давай», заряжая Материнский куб. Его также показывают врезающимся в Карри, когда потерявший память Кент уклоняется от его атаки. Стоун также обнаруживает, что база Степного Волка находится в России. Во время финальной битвы Аллену поручают превысить скорость, чтобы помочь Стоуну разделить Материнские кубы. В первый раз Аллену это не удаётся, так как его подстреливает парадемон, когда он набирает скорость, давая время сформироваться «Единству», которое убивает команду и начинает уничтожать Землю, превращая всё в пыль. Однако после восстановления уверенности в себе и самоисцеления Аллену удаётся войти в Силу скорости, бежать быстрее скорости света, чтобы повернуть время вспять и спасти свою команду от гибели. Он помогает Стоуну разделить кубы, что позволяет команде убить Степного Волка.

### Супергеройская жизнь
За несколько лет Аллен стал одним из самых известных в мире супергероев, а его образ и способности прочно вошли в массовую культуру.
В какой-то момент Аллен столкнулся с другой версией себя (актёр — Грант Гастин). Между двумя Алленами происходит короткий обмен мнениями, в ходе которого выясняется, что они — один и тот же человек из разных вселенных, и что Аллен из Вселенной «Стрелы» взял себе псевдоним «Флэш». Не обращая внимания на кризис, с которым столкнулся Флэш, Аллен из Расширенной вселенной DC исчезает из его вселенной. Эта встреча привела к тому, что Аллен из Расширенной вселенной DC принял супергеройский псевдоним «Флэш».
Линчеватель Кристофер Смит / Миротворец утверждает, что виделся с Алленом, описывая его как «невыносимого придурка». Аллен, вместе с Принс, Кентом и Карри прибывают на помощь Смиту в борьбе с группой пришельцев-паразитов под названием «Бабочки», хотя и слишком поздно, и в результате получают оскорбления от расстроенного и пренебрежительного Смита.

## Альтернативные версии

### Реальность кошмара
В мрачном потенциальном будущем, показанном в видениях Брюса Уэйна и Виктора Стоуна, Дарксайд захватил мир, превратив его в апокалиптическую пустошь, и превратил Супермена в своего союзника после убийства Лоис Лейн. Флэш, Бэтмен, Киборг, Мера, Детстроук и Джокер видят, как за ними охотится Супермен с промытыми мозгами. Показано, что Аллен перенёсся из этой реальности в 2015 год, чтобы сказать Уэйну, что Лейн — «ключ к разгадке» и «найти остальных», после чего исчез, подразумевая, что он пытается предотвратить смерть Лейн.

### Земля Прайм
В какой-то момент Аллен столкнулся с другой версией себя (актёр — Грант Гастин). Между двумя Алленами происходит короткий обмен мнениями, в ходе которого выясняется, что они — один и тот же человек из разных вселенных, и что Аллен из Вселенной «Стрелы» взял себе псевдоним «Флэш». Не обращая внимания на кризис, с которым столкнулся Флэш, Аллен из Расширенной вселенной DC исчезает из его вселенной. Эта встреча привела к тому, что Аллен из Расширенной вселенной DC принял супергеройский псевдоним «Флэш».

### Реальность Флэшпоинта
Барри решает спасти свою мать и случайно попадает в альтернативный 2013 год, где 18-летний Барри, чья мать жива, ещё не стал Флэшем. Они пересекаются в тот день, когда Барри обрёл свои способности. Барри-2013 попадает в полицейский департамент Централ-Сити, где подвергается удару молнии и получает те же способности, что и оригинальный Барри. Аллены объединяются с Бэтменом из этой реальности и Супергёрл, чтобы остановить вторжение криптонцев под предводительством генерала Зода. Супергёрл и Бэтмен погибают во время битвы, и Барри-2013 возвращается в прошлое, чтобы попытаться спасти их. Барри понимает, что спасти их не удастся, но Аллен-2013 продолжает попытки предотвратить их гибель. Впоследствии они встречают Тёмного Флэша, который является старой версией Аллена-2013. Когда Тёмный Флэш пытается убить Барри, Флэш-2013 жертвует собственной жизнью и спасает его, стирая Тёмного Флэша с лица земли.

### Тёмный Флэш
Пожилая версия Барри Аллена из Флэшпоинта, десятилетиями пытавшаяся спасти Бэтмена и Супергёрл. Он выбил Барри Аллена из Силы Скорости, в результате чего тот создал новую нить времени Флэшпоинта. Когда Барри принимает решение вернуться назад и допустить смерть своей матери, Тёмный Флэш пытается убить его, но вместо этого поражает свою молодую версию, вследствие чего исчезает.

## В других медиа

### Кино
В фильме Расширенной вселенной DC «Шазам!» (2019) Флэш появляется в виде рисунка в альбоме Фредди Фримана, а также в виде различных товаров, связанных с ним.

### Видеоигры
Костюм Флэша из «Лиги справедливости» появляется в качестве скина в видеоигре 2018 года Lego DC Super-Villains.

## Критика
Выступление Эзры Миллера в театральной версии «Лиги справедливости» было названо одним из самых ярких моментов фильма, несмотря на смешанные и негативные отзывы о фильме в целом. Стив Персалл из Tampa Bay Times отметил, что «сверхбыстрый Флэш в исполнении Эзры Миллера — это ещё одно развлечение, его фанбойский дух говорит для зрителей, в то время как CGI-молния, преследующая его, является одним из определяющих эффектов фильма. Выражение лица Флэша после осознания того, что он не самый быстрый человек в мире — бесценно, и создаёт первую из двух последовательностей конечных титров». Однако некоторые аспекты персонажа, такие как неуклюжие беговые движения и «вынужденные» шутки в рамках переписывания фильма Джоссом Уидоном, включая печально известную реплику «поздний завтрак» и падение Флэша на грудь Чудо-женщины во время битвы в гавани Готэма, были подвергнуты критике.
Несмотря на свою единственную главную роль в кино и многочисленные эпизодические роли, Эрик Кейн из Forbes похвалил версию Флэша из Расширенной вселенной DC, посчитав, что он лучше, чем Флэш из Вселенной «Стрелы». Написав вскоре после премьеры «Лиги справедливости», Кейн отметил, что Эзра Миллер, несмотря на свою социальную неловкость и гораздо меньшее развитие персонажа, чем в версии Гранта Гастина, больше нравится как «причудливый гениальный супергерой» и не привязан к «плохому написанию мыльных опер, склонности постоянно врать и наполнению эпизода за эпизодом», как его телевизионный коллега.
Актёрская игра Эзры Миллера в «Лиге справедливости Зака Снайдера» также была хорошо принята критиками, которые отметили возросшую уверенность Барри Аллена и его взаимодействие с другими персонажами, уменьшение количества «кричащих» реплик и его более важную роль в финальной битве по сравнению с театральной версией. Том Джергенсен из IGN написал: «Он остаётся персонажем комического плана и хорошо справляется с этой ролью, поскольку он всё ещё достаточно зелёный герой, чтобы испугаться, впервые войдя в Бэтпещеру. В финале Снайдер удваивает ставку Флэша, эффектно используя Силу скорости, что поднимает планку для его возможного сольного фильма».

### Противоречия в кастинге
После серии обвинений в груминге и арестов за нарушение общественного порядка участие Миллера в фильме «Флэш» (2023) стало вызывать споры, а некоторые фанаты требовали сменить Миллера на другого актёра. Как сообщается, Грант Гастин часто упоминался в социальной сети Твиттер в качестве замены благодаря своей работе над персонажем в телесериале 2014 года. Как сообщает Deadline, несмотря на то, что Миллер будет играть эту роль в сольном фильме, студия Warner Bros. «скорее всего не оставит Миллера в роли Флэша в будущих фильмах DC». Тем не менее, в 2023 году Джеймс Ганн сообщил, что решение о возвращении Миллера к роли во франшизе «Вселенная DC» будет принято после того, как Эзра оправится от проблем с психическим здоровьем.

## Комментарии
1. ↑  Как показано в фильме «Флэш» (2023)
2. ↑  Как показано в фильме «Шазам!» (2019) и сериале «Миротворец» (2021).
3. ↑  Как показано в фильме «Бэтмен против Супермена: На заре справедливости» (2016).